# Das Bus
«Das Bus» (укр. Автобус) — чотирнадцята серія дев'ятого сезону серіалу «Сімпсони». У США серія вийшла 15 лютого 1998 року.

## Сюжет
Гомер дізнається, що у Неда Фландерса є власна Інтернет-контора - він продає біблійні оповіді через Інтернет. Гомер вирішує влаштувати свою власну контору, адже, на його думку, на Інтернеті наживаються всі, крім нього. Він вирішує займатися налаштуванням Інтернету, але такі професійні клієнти, як Продавець Коміксів, ставлять його в халепу. До Гомеру навіть приходить сам Білл Гейтс, але не для того, щоб допомогти Гомеру розбагатіти, а навпаки - він ламає всю техніку Гомеру, при цьому шалено сміючись.
Тим часом в Спрінгфілдській початковій школі, проводиться поїздка для членів клубу «Моделі Об'єднаних націй». Ліса в цьому клубі представляє Францію, а Барт - Лівію. Поки хлопці їдуть в шкільному автобусі, Нельсон і Барт змагаються - чий фрукт швидше докотиться по підлозі до місця Отто. На жаль, Мілгаус теж бере участь в «забігу», кинувши навздогін грейпфрут. Він потрапляє під педаль гальма, Отто якраз гальмує і розчавлює фрукт. Сік грейпфрута потрапляє водієві в очі і в результаті, через осліплого Отто, автобус падає з моста в річку. Отто, виплив з автобуса за допомогою, відразу забирає течією. Діти рятуються і допливають до безлюдного острова. Спочатку діти з'ясовують, хто винен в їх незвичайному положенні, але Барту вдається взяти контроль над дітьми, пообіцявши їм, що тепер вони будуть жити, як королі- «робінзони», і роздає своїй команді завдання, як облаштувати нове життя. Але з'ясовується, що облаштувати її не так просто, як здається. Отто тим часом підбирають у риболовецькій мережі китайські рибалки і роблять його своїм рабом.
Увечері Барт згадує про те, що в автобусі був холодильник з їжею, і дістає його за допомогою респіратора Мілгауса, який він використовував як акваланг. Діти наїдаються, але вранці вся їжа пропадає, біля неї знаходять Мілгауса, і в покарання влаштовують суд над ним. Мілгауса замикають в клітці на час процесу. Оскільки доказів того, що Мілгаус винен, немає, то Барт визнає його невинним. Тоді Нельсон, обвинувач Мілгауса, повстає проти Ліси, Барта і Мілгауса, і налаштовує інших дітей проти них. Дикі Нельсонови поплічники, оздоблені під тубільців і тварин, починають полювання на «неодічавшую» трійцю. Барт з друзями ховаються в печері, думаючи, що тут вони в безпеці, але там їх і знаходять. Тут же можна знайти дикий кабан, від якого все рятуються втечею. Пізніше з'ясовується, що саме він з'їв їжу, а не Мілгаус. Ліса пропонує іншим наслідувати приклад кабана і лизати камені з мулом, але хлопці вбивають кабана і з'їдають його (все, крім Ліси, яка вирішила лизати мул далі). Серія закінчується такою фразою: «і так діти навчилися жити разом, а потім їх врятували, ну, скажімо ... скажімо, Мо!»